# Каледонија (Минесота)
Каледонија (енгл. Caledonia) град је у америчкој савезној држави Минесота.

## Демографија
По попису из 2010. године број становника је 2.868, што је 97 (-3,3%) становника мање него 2000. године.
| Група             | 2000.         | 2010.         |
| Белци             | 2.903 (97,9%) | 2.762 (96,3%) |
| Афроамериканци    | 12 (0,4%)     | 38 (1,3%)     |
| Азијати           | 9 (0,3%)      | 19 (0,7%)     |
| Хиспаноамериканци | 16 (0,5%)     | 16 (0,6%)     |
| Укупно            | 2.965         | 2.868         |